# Venture for America
Venture for America és una organització sense ànim de lucre estatunidenca amb seu a Nova York.
Fou fundada per Andrew Yang el 2011 amb l'objectiu de «revitalitzar les ciutats i les comunitats estatunidenques mitjançant l'emprenedoria». Ho aconsegueix mitjançant el reclutament de graduats universitaris recents per treballar en empreses emergents en diverses ciutats, amb l'esperança que l'empresa tingui èxit i creí nous llocs de treball.
Venture for America opera actualment a 14 ciutats estatunidenques.
- Cincinnati, Detroit i Nova Orleans des del 2012.
- Baltimore, Cleveland i Filadèlfia des del 2013.
- Columbus, Miami, San Antonio i Saint Louis des del 2014.
- Birmingham, Charlotte i Pittsburgh des del 2015.
- Kansas City des del 2017.

Des del 2012, Venture for America ha reclutat més de 1.000 graduats universitaris que han contribuït en més de 450 empreses emergents.
Andrew Yang renuncià la seva posició com executiu en cap el 29 de març 2017 – fou substituït per Amy Nelson. Vuit mesos després, Yang inaugurà la seva campanya per president dels Estats Units.